# Барбашинский, Андрей Станиславович
Андрей Станиславович Барбашинский (бел. Андрэй Станіслававіч Барбашынскі; род. 4 мая 1970, Ошмяны, Гродненская область, Белорусская ССР, СССР) — советский, белорусский гандболист. Заслуженный мастер спорта СССР (1992). Заместитель председателя Белорусской федерации гандбола, директор компании «Белабеддинг».

## Карьера
Первый тренер — Виктор Ромулевич. Клубы:
- СКА Минск — 1988—1993, 1994—1995 гг.
- «Хувентуд» Алкала, Испания
- «Фотекс», Веспрем, Венгрия; «Хамельн», «Эмсдеттен» (оба — Германия) — 1996—2001 гг.

## Достижения
- Чемпион Игр XXV Олимпиады в Барселоне (Испания) 1992 г.
- Чемпион мира среди юниоров 1989 году
- Бронзовый призёр чемпионата мира среди юниоров 1991 году
- Чемпион СССР 1989 г.
- Серебряный призёр чемпионата СССР 1990 г.
- Бронзовый призёр чемпионата СССР 1991 г.
- Серебряный призёр чемпионата СНГ 1992 г.
- Обладатель Кубка СССР 1989 г.

## Политические взгляды
Подписал открытое письмо спортивных деятелей страны, выступающих за действующую власть Беларуси и соблюдение общественного порядка в стране после протестов в 2020 году.